# Cerithidea reidi
Cerithidea reidi is een slakkensoort uit de familie van de Potamididae. De wetenschappelijke naam van de soort is voor het eerst geldig gepubliceerd in 1986 door Houbrick.